# Hotel Guaraní

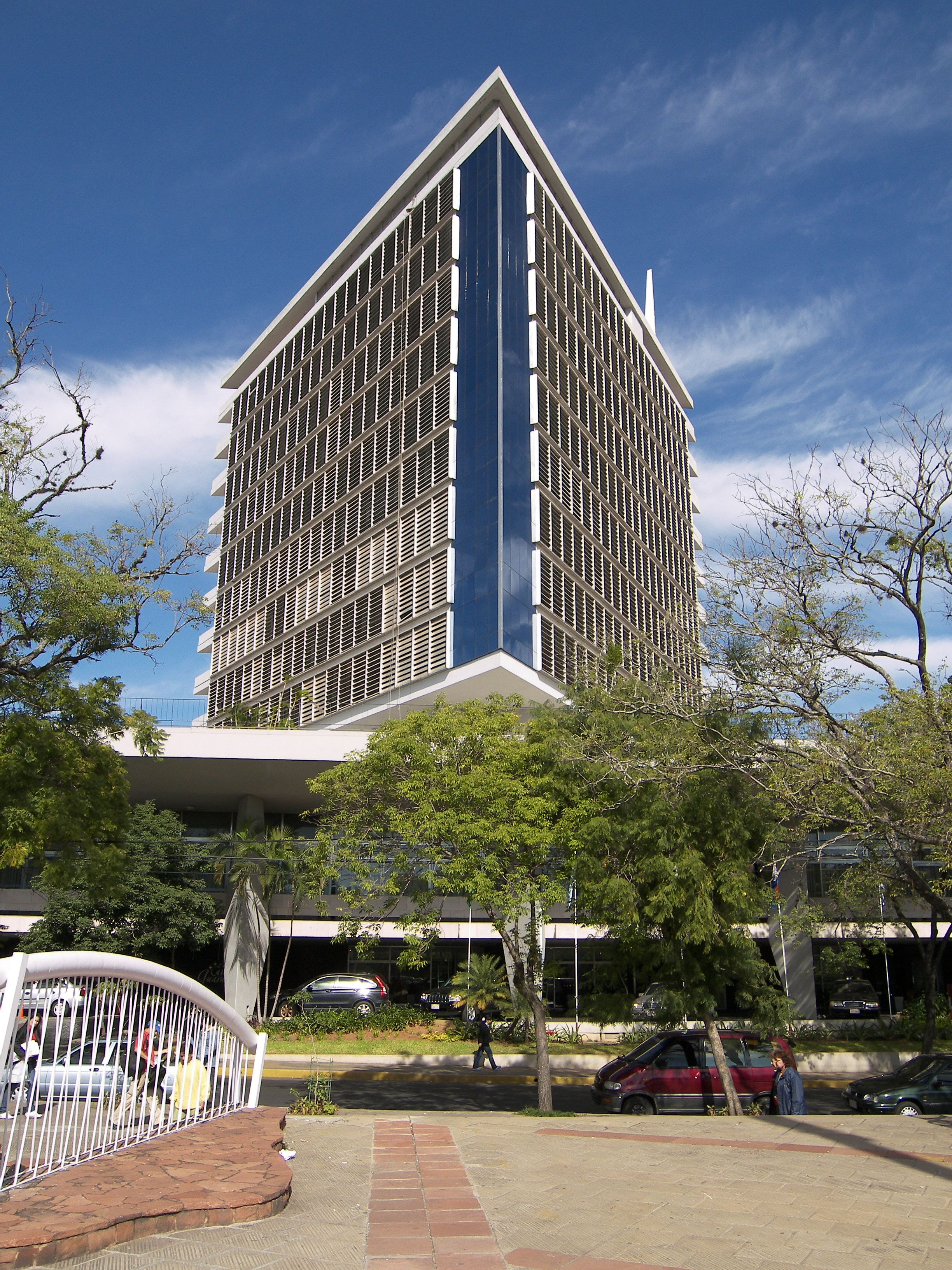
Hotel Guaraní

O Hotel Guaraní é um edifício emblemático de Assunção, capital do Paraguai. Com 13 andares, ocupa uma quadra inteira no centro da cidade, próximo à Plaza de la Democracia.
Estava entre os 10 melhores hotéis da América do Sul, hospedando grandes personalidades da música, estrelas de cinema, políticos e chefes de Estado.

## Historia
De arquitetura moderna, foi aberto em 1961. Foi projetado pelo arquiteto brasileiro Adolpho Rubio Morales, vencedor de um concurso organizado em 1957 pelo Instituto de Previsión Social com o objetivo de criar de um símbolo urbano para a capital paraguaia.
Brasileiro Euclydes de Oliveira era o chefe do engenheiro construção do hotel com a ajuda de outros brasileiros assessores.
O Hotel acolheu as principais personalidades que visitaram o Paraguai durante décadas. Teve de ser fechado em 1996, afetado pelas crises econômicas, mas voltou a abrir, renovado, em 2008.